# Wysschaja Liga 1972/73
Die Saison 1972/73 der Wysschaja Liga war die 27. Spielzeit der höchsten sowjetischen Eishockeyspielklasse. Den sowjetischen Meistertitel sicherte sich zum insgesamt 18. Mal ZSKA Moskau, während Awtomobilist Swerdlowsk in die zweite Liga abstieg.

## Modus
Die neun Mannschaften der Wysschaja Liga spielten in einer gemeinsamen Hauptrunde vier Mal gegen jeden Gegner, wodurch die Gesamtzahl der Spiele pro Mannschaft 32 betrug. Die punktbeste Mannschaft wurde Meister, während der Tabellenletzte direkt in die zweite Liga abstieg. Der Vorletzte der Wysschaja Liga musste in der Relegation gegen den Zweiten der zweiten Liga antreten. Für einen Sieg erhielt jede Mannschaft zwei Punkte, bei einem Unentschieden gab es einen Punkt und bei einer Niederlage null Punkte.

## Hauptrunde
|    | Klub                    | Sp | S  | U | N  | T   | GT  | Punkte |
| -- | ----------------------- | -- | -- | - | -- | --- | --- | ------ |
| 1. | ZSKA Moskau             | 32 | 26 | 2 | 4  | 204 | 109 | 54     |
| 2. | Spartak Moskau          | 32 | 23 | 2 | 7  | 178 | 108 | 48     |
| 3. | Krylja Sowetow Moskau   | 32 | 18 | 4 | 10 | 137 | 106 | 40     |
| 4. | Dynamo Moskau           | 32 | 19 | 1 | 12 | 140 | 82  | 39     |
| 5. | Torpedo Gorki           | 32 | 12 | 4 | 16 | 119 | 129 | 28     |
| 6. | Chimik Woskressensk     | 32 | 13 | 1 | 18 | 111 | 122 | 27     |
| 7. | SKA Leningrad           | 32 | 9  | 4 | 19 | 101 | 155 | 22     |
| 8. | Traktor Tscheljabinsk   | 32 | 9  | 2 | 21 | 114 | 184 | 20     |
| 9. | Awtomobilist Swerdlowsk | 32 | 4  | 2 | 26 | 101 | 217 | 10     |

Sp = Spiele, S = Siege, U = unentschieden, N = Niederlagen, OTS = Overtime-Siege, OTN = Overtime-Niederlage, SOS = Penalty-Siege, SON = Penalty-Niederlage

## Topscorer
Fett: Saisonbestwert
| Spieler             | Mannschaft     | Tore | Assists | Punkte |
| ------------------- | -------------- | ---- | ------- | ------ |
| Wladimir Petrow     | ZSKA Moskau    | 27   | 22      | 49     |
| Alexander Martynjuk | Spartak Moskau | 22   | 18      | 40     |
| Wladimir Wikulow    | ZSKA Moskau    | 21   | 19      | 40     |
| Wladimir Schadrin   | Spartak Moskau | 24   | 15      | 39     |
| Boris Michailow     | ZSKA Moskau    | 25   | 13      | 38     |

## Relegation
- Kristall Saratow – Traktor Tscheljabinsk 2:3, 0:10

In der Relegation traf Traktor Tscheljabinsk als Vorletzter der Wysschaja Liga auf Kristall Saratow, den Zweiten der zweiten sowjetischen Eishockeyspielklasse und sicherte sich gegen diesen mit zwei Siegen souverän den Klassenerhalt.

## Sowjetischer Meister
| Meister ZSKA Moskau | Torhüter: Wladislaw Tretjak, Nikolai Adonin Verteidiger: Juri Blochin, Alexander Gussew, Wiktor Kuskin, Wladimir Luttschenko, Alexander Ragulin, Alexei Woltschenkow, Gennadi Zygankow Angreifer: Juri Blinow, Waleri Charlamow, Anatoli Firsow, Sergei Glasow, Boris Michailow, Jewgeni Mischakow, Wladimir Petrow, Wladimir Popow, Wladimir Trunow, Wladimir Wikulow, Alexander Woltschkow Trainerstab: Anatoli Tarassow, Konstantin Loktew |